# UB-38号潜艇
陛下之UB-38号艇是德意志帝国海军于第一次世界大战期间建造的其中一艘UB-II型近岸潜艇或称U艇。它由汉堡的布洛姆与福斯船厂承建，于1916年4月1日下水，至同年7月18日交付使用。其艇载武器包括两具500毫米的艇艏鱼雷发射管以及一门88毫米口径甲板炮。UB-38号的整个服役生涯都是在佛兰德区舰队度过的，并参与了大西洋潜艇战。在总共21次巡逻期间，该艇累计击沉了47艘协约国或中立国商船，容积总吨为47476吨。1918年2月8日，UB-38号在英吉利海峡触雷沉没，艇内27名官兵全数阵亡。

## 设计
第一次世界大战爆发后，随着U艇战形势的发展，UB-I型潜艇排水量过小、适航性不佳、推进系统可靠性低等问题愈发凸显。其水面航速甚至追不上商船，以5節（9.3每小時）航速潜航1小时后，蓄电池电能便会耗尽。它们甚至无力应对多佛尔海峡8至10節（15至19每小時）的海流。为此，潜艇监察局于1915年4月研发了UB-I型潜艇的放大版——UB-II型，并由德国国家海军办公室委托两家造船厂建造。其中UB-38号是由汉堡布洛姆与福斯船厂承建的第二批次的九号艇，于1916年4月1日下水。
与前一批次的UB-II型艇相比，UB-38号的水面及水下排水量分别增至274吨和303吨，全长增至36.90米，艇体采用单壳体加鞍形水柜构造。由于突破了铁路限界，舷宽也得以增至4.37米。该艇采用双桨驱动，其主机为两台科尔庭六缸四冲程270匹公制馬力（200千瓦特）柴油机用于水面运行，以及两台280匹公制馬力（210千瓦特）的西门子-舒克特电动发电机用于水下航行；水面最高航速9.06節（16.78每小時），水下5.71節（10.57每小時）；能够在水面以5节航速续航7,030海里（13,020），或以4節（7.4每小時）连续在水下航行45海里（83）而无需充电。蓄电池被放置在中央潜柜的前方，以配平更重的发动机安装。其最大潜水深度为50米，潜没需时为30－45秒。
UB-38号的主武器为两具500毫米艇艏鱼雷发射管，采用层叠式布局，以实现可以创造最佳表面效率的舷弧设计；鱼雷携带量为4枚，威力亦显著提高。辅助武器是一门88毫米30倍径速射炮。司令塔增加了一具潜望镜，并配备了1根两段式可伸缩通信桅杆，前水平舵外形也做了调整。其标准船员编制为2名军官加21名水兵。

## 服役历史
1916年7月19日，UB-38号正式入役，随即展开海试。完成海试后，该艇独力驶往泽布吕赫，于1916年9月11日正式加入佛兰德区舰队。在佛兰德服役期间，UB-38号参与了大西洋潜艇战，曾先后执行21次巡逻，累计击沉了47艘协约国或中立国商船，容积总吨为47476吨。
1918年1月29日，UB-38号从泽布吕赫出发，前往英吉利海峡开展破交战，从此再没有返航。2月8日，正在多佛尔附近巡逻的英国武装拖网船高恩二世号（Gowan II）发现了UB-38号。这艘英国辅助军舰迫使潜艇进入多佛尔屏障，并在那里触雷沉没。艇内27名官兵全数阵亡。

## 袭击历史摘要
| 日期           | 船名             | 船籍   | 吨位 | 结局 |
| -------------- | ---------------- | ------ | ---- | ---- |
| 1916年9月30日  | 厄玛号           | 法國   | 844  | 击沉 |
| 1916年9月30日  | 珍珠号           | 英国   | 144  | 击沉 |
| 1916年10月1日  | 朝圣者号         | 法國   | 31   | 击沉 |
| 1916年10月1日  | 马扎甘角号       | 法國   | 789  | 击沉 |
| 1916年10月1日  | 布拉韦号         | 法國   | 1010 | 击沉 |
| 1916年10月1日  | 马林号           | 挪威   | 468  | 击沉 |
| 1916年10月1日  | 米塞特号         | 法國   | 245  | 击沉 |
| 1916年10月3日  | 博爱号           | 法國   | 477  | 击沉 |
| 1916年10月4日  | 女歌者号         | 法國   | 109  | 击沉 |
| 1916年10月5日  | 塞德里克号       | 挪威   | 1129 | 击沉 |
| 1916年10月5日  | 罗森沃尔德号     | 挪威   | 758  | 击沉 |
| 1916年11月13日 | 伯尼西亚号       | 英国   | 957  | 击沉 |
| 1916年11月13日 | 凯特勒姆号       | 英国   | 1912 | 击沉 |
| 1916年11月13日 | 芝麻菜号         | 法國   | 164  | 击沉 |
| 1916年11月13日 | 圣尼古拉号       | 法國   | 261  | 击沉 |
| 1916年11月14日 | 波佩登号         | 英国   | 1510 | 击沉 |
| 1916年11月14日 | 贾拉吉耶教授号   | 法國   | 223  | 击沉 |
| 1916年11月14日 | 乌尔旺号         | 挪威   | 639  | 击沉 |
| 1916年12月12日 | 科斯号           | 英国   | 975  | 击沉 |
| 1916年12月12日 | 康拉德号         | 英国   | 164  | 击沉 |
| 1916年12月15日 | 那伊阿得斯号     | 英国   | 1907 | 击沉 |
| 1916年12月17日 | 阿松号           | 西班牙 | 2083 | 击沉 |
| 1916年12月19日 | 海洋号           | 法國   | 339  | 击沉 |
| 1917年1月15日  | 独立号           | 法國   | 153  | 击沉 |
| 1917年1月16日  | 曼努埃尔号       | 西班牙 | 2419 | 击沉 |
| 1917年1月18日  | 赤梢鱼号         | 挪威   | 1759 | 击沉 |
| 1917年1月19日  | 利利安·H号       | 英国   | 467  | 击沉 |
| 1917年2月11日  | 达尔马塔号       | 挪威   | 1773 | 击沉 |
| 1917年4月11日  | 先例号           | 英国   | 36   | 击沉 |
| 1917年4月12日  | 利斯莫尔号       | 英国   | 1305 | 击沉 |
| 1917年4月13日  | 玛利亚号         | 英国   | 175  | 击沉 |
| 1917年4月26日  | 奥斯卡二世国王号 | 挪威   | 842  | 击沉 |
| 1917年4月27日  | 杰西号           | 英国   | 108  | 击沉 |
| 1917年5月1日   | 莱迪伍德号       | 英国   | 2314 | 击沉 |
| 1917年5月4日   | 圣尼古劳斯号     | 希腊   | 2231 | 击沉 |
| 1917年5月4日   | 阿索斯号         | 希腊   | 2840 | 击沉 |
| 1917年5月4日   | 约瑟夫号         | 英国   | 205  | 击沉 |
| 1917年5月24日  | 古德伦号         | 挪威   | 1472 | 击沉 |
| 1917年5月24日  | 蒂拉号           | 丹麦   | 285  | 击沉 |
| 1917年8月20日  | 克拉弗利号       | 英国   | 3829 | 击沉 |
| 1917年8月26日  | W·H·德怀尔号     | 加拿大 | 1770 | 击沉 |
| 1917年9月15日  | 依赖号           | 英国   | 120  | 击沉 |
| 1917年9月21日  | 阿林·蒙特勒伊号  | 法國   | 1624 | 击沉 |
| 1917年10月19日 | 提斯浦号         | 英国   | 4577 | 击伤 |
| 1917年10月20日 | 阿尔加韦号       | 英国   | 1274 | 击沉 |
| 1917年12月13日 | 奥托卡号         | 英国   | 957  | 击沉 |
| 1918年1月5日   | 伯特利号         | 英国   | 1438 | 击沉 |
| 1918年2月3日   | 罗弗敦号         | 英国   | 942  | 击沉 |

## 脚注
1. 1 2  Rössler，第64頁.
2. 1 2 3 4 5  Gröner 1991，第23-25頁.
3. 1 2 3  Rössler，第65頁.
4. ↑  Helgason, Guðmundur. . German and Austrian U-boats of World War I - Kaiserliche Marine - Uboat.net.   [2015-02-02].
5. ↑  Helgason, Guðmundur. . German and Austrian U-boats of World War I - Kaiserliche Marine - Uboat.net.   [2015-02-02].
6. ↑  Helgason, Guðmundur. . German and Austrian U-boats of World War I - Kaiserliche Marine - Uboat.net.   [2015-02-02].
7. ↑  Helgason, Guðmundur. . German and Austrian U-boats of World War I - Kaiserliche Marine - Uboat.net.   [2015-02-02].
8. 1 2 3  陈进，第47頁.
9. 1 2 3  Helgason, Guðmundur. . German and Austrian U-boats of World War I - Kaiserliche Marine - Uboat.net.   [2022-03-29].
10. ↑  Rössler，第50頁.
11. ↑  Bendert，第67頁.
12. 1 2  Helgason, Guðmundur. . German and Austrian U-boats of World War I - Kaiserliche Marine - Uboat.net.   [2015-02-02].
13. ↑  NARS，第84頁.